# Mesociclón
Un mesociclón es un vórtice de aire, aproximadamente de 2 a 10 km en diámetro (mesoescala en meteorología), dentro de una tormenta convectiva.
Esto es, aire que sube y rota en eje  vertical, usualmente en la misma dirección como lo hacen los sistemas de baja presión en un  hemisferio dado.  Son mayormente ciclónicos, esto es, asociado con una región localizada de baja presión dentro de una tormenta eléctrica.  Tales tormentas pueden generar vientos de superficie fuertes y severo granizo.  Los mesociclones frecuentemente  ocurren junto con ascensos en supercélulas, donde los tornados podrían formarse.
Los mesociclones normalmente están relativamente localizados: se encuentran entre (escala meteorológica sinóptica) de centenares de km y (pequeña escala)  de cientos de metros.

## Identificación

Ecos en garfio formándose y disipándose cerca de Kansas City, Estados Unidos.

La mejor manera de detectar y verificar la presencia de un mesociclón es con un radar meteorológico.  Tal es así que la palabra mesociclón se asocia con la terminología del "radar meteo".  Los mesociclones frecuentemente se identifican en los flancos de una supercélula tormentosa y en los frentes de tormenta, y pueden distinguirse por el patrón de ecos en garfio que aparece en el radar Doppler.
Algunas pistas tales como tornados pueden sugerir la presencia de mesociclones. Esta es la razón de porqué el término tornado ha sido usado por su relación con las características rotatorias de las tormentas severas, para referirse a los mesociclones.

## Formación

La cizalladura vertical (rojo) pone el aire a girar (verde).

La corriente ascendente (azul) inclina al aire en giro hacia arriba.

La corriente ascendente comienza a rotar.

Se cree que los mesociclones se forman por cambios fuertes de la velocidad o dirección del viento con la altura (conjuntos de "cizalladura del viento"), con la parte inferior de la atmósfera girando en rollos invisibles como tubos.  La corriente convectiva de una tormenta se piensa luego que se acerca al aire girando, inclinando la orientación de los tubos hacia arriba (de paralelo al suelo a perpendicular) y causando el ascenso íntegro  para rotar como una columna vertical.
Así la corriente ascendente rota, puede formar una pared de nubes, una capa giratoria de nubes descendiendo del mesociclón. Esa pared tiende a estrecharse en su formación hacia el centro del mesociclón. Al descender, una nube en forma de túnel  puede formarse en su centro. Y este es el primer estadio de la formación de un  tornado.

## Formación del tornado
Se cree que la presencia de un mesociclón es el factor llave en la formación de un fuerte tornado asociado con tormentas severas.  Los tornados típicamente se forman en el pico de intensidad de la tormenta,  al comenzar a decaer. Esto es debido al momentum y vacío construido por las grandes masas de aire ascendiendo dentro de la  atmósfera superior, causando un efecto sifón más cerca de la tierra. Si la corriente está restringida, toda la tormenta se alimenta de pequeños bolsones de aire caliente remanente en tierra. La contrapresión creada al correr el aire caliente, chupada de la base de la tormenta contra la tierra (i.e. una pared de nube). Así el aire caliente de la superficie está cerca de terminarse, todo el tope de la tormenta y la gran pared de nube sifonea aire de 2 km o menos de diámetro a la tierra, formando un tornado.  Si hay un moderado suministro de  aire caliente disponible delante de la tormenta, ésta puede desarrollarse en tornádico por algún tiempo. Si cesa el aire caliente, luego la tormenta esencialmente choca consigo mismo y gradualmente muere.